# Hamilton (Mississippi)
|  | Dieser Artikel wurde aufgrund von inhaltlichen Mängeln auf der Qualitätssicherungsseite des Projektes USA eingetragen. Hilf mit, die Qualität dieses Artikels auf ein akzeptables Niveau zu bringen, und beteilige dich an der Diskussion! Folgende Mängel sollten behoben werden, bevor diese Markierung entfernt werden kann: Geschichte, Geographie, Infrastruktur, EN ... fehlen |

Hamilton ist ein gemeindefreies Gebiet im Monroe County, Mississippi, Vereinigte Staaten. Das U.S. Census Bureau hat bei der Volkszählung 2020 eine Einwohnerzahl von 404 ermittelt.
Das Dorf war der ursprüngliche County Seat, bis das Monroe County bei der Gründung des Lowndes Countys im Süden geteilt wurde. Neuer County Seat wurde Aberdeen.

## Schulen
Teil des Schuldistrikts Monroe County sind eine Grundschule, eine Bücherei, eine Middle- und High-School, sowie zwei Sporthallen. Außerhalb der Schule gibt es Möglichkeiten für weitere Aktivitäten.

### Musik
Die Schule besitzt ein Bandprogramm sowie ein Chorprojekt.

### Sport
Hamilton besitzt eine Leichtathletikverein, ein Golfteam, ein Footballteam (Lions), ein Basketballteam und ein Softballteam (Lady Lions), das bereits die Staatsmeisterschaften gewann.

## Industrie

### Tronox
Tronox (früher Kerr-McGee) ist einer der größten Arbeitgeber in Mississippi. Die Anlage ist die drittgrößte ihrer Art weltweit. In dem Unternehmen wird Titan(IV)-oxid produziert, das hauptsächlich als weißes Pigment in Farbe verwendet wird. Am Standort in Hamilton arbeiten rund 430 Angestellte; das Unternehmen produziert rund 225.000 Tonnen Titan(IV)-oxid jährlich.

## Persönlichkeiten
- Don Smith (* 1963), ehemaliger NFL-Runningback bei den Tampa Bay Buccaneers und den Buffalo Bills